# Okrug Košice I
Košice I (slk. Okres Košice I) je okrug u istočnoj Slovačkoj u  Košickom kraju, jedan je od četiri okruga drugog po veličini Slovačkoga grada Košica u okrugu živi 62 603 stanovnika, dok je gustoća naseljenosti 732,55 stan/km². Ukupna površina okruga je 85,45 km².

## Stanovništvo
| Godina:     | 1994.  | 2004.   | 2014.   | 2024.   |
| ----------- | ------ | ------- | ------- | ------- |
| Broj ljudi: | 65 057 | 68 089  | 67 842  | 62 603  |
| Razlika:    |        | +4,66 % | −0,36 % | −7,72 % |

| Godina:     | 2023.  | 2024.   |
| ----------- | ------ | ------- |
| Broj ljudi: | 62 965 | 62 603  |
| Razlika:    |        | −0,57 % |

## Gradske četvrti
- Džungľa
- Kavečany
- Sever
- Sídlisko Ťahanovce
- Staré Mesto
- Ťahanovce